# Arturo Kinch
Arthur James "Arturo" Kinch Barton (* 15. April 1956 in San José) ist ein ehemaliger costa-ricanischer Wintersportler und der erste Teilnehmer Costa Ricas bei Olympischen Winterspielen. 

## Karriere
Er wurde als siebtes Kind eines aus Costa Rica stammenden Missionarsehepaars geboren. Ab 1975 ging er mit einem Fußball-Stipendium auf das Rockmont College in Colorado, heute Teil der Colorado Christian University. Zum Alpinen Skilauf kam Kinch, um sich im Winter fit zu halten und wurde schließlich der beste Skiläufer seines Colleges. 1979 machte er seinen Abschluss in den Fächern Bibelkunde sowie Freizeit- und Sommercamp-Organisation (camping and recreation). Für die Teilnahme an internationalen Wettbewerben hatte er bereits 1978 den Skiverband von Costa Rica gegründet.
In Lake Placid 1980 war Arturo Kinch der erste und einzige Olympiateilnehmer Costa Ricas. Er startete in den drei alpinen Disziplinen Abfahrt, Riesenslalom und Slalom und erreichte in der Abfahrt Platz 41. Bei den Winterspielen von Sarajevo 1984 bildete er zusammen mit dem Skiläufer Eduardo Kopper und dem Biathleten Hernán Carazo ein kleines costa-ricanisches Team. Kinch startete im Riesenslalom und daneben auch im nordischen Skilanglauf über 15 km und 30 km. In denselben Disziplinen war er auch vier Jahre später in Calgary 1988 am Start. Dies war vorerst seine letzte Olympiateilnahme.
In Hinblick auf die Olympischen Winterspiele von Salt Lake City 2002 nahe seiner Heimat – Arturo Kinch arbeitet als Kundenbetreuer für United Airlines in Denver – begann er wieder an einigen Langlaufrennen teilzunehmen, um sich für die Spiele zu qualifizieren. In Salt Lake City, genauer in Soldier Hollow, startete er im Sprint und schaffte Platz 67 im Vorlauf. 2006 in Turin vertrat er Costa Rica ein fünftes Mal bei Olympischen Winterspielen. Als knapp 50-jähriger wurde er im klassischen Langlauf über 15 km 95. und blieb damit als Vorletzter noch vor dem Thailänder Prawat Nagvajara.
Seine Alma Mater nahm Kinch 2004 in ihre Hall of Fame auf.

## Ergebnisse

### Ski Alpin

#### Olympische Winterspiele
- Lake Placid 1980: 41. Abfahrt, DNF Riesenslalom, DNF Slalom
- Sarajevo 1984: 67. Riesenslalom
- Calgary 1988: 62. Riesenslalom

#### Weltmeisterschaften
- Lake Placid 1980: 41. Abfahrt, DNF Riesenslalom, DNF Slalom

### Skilanglauf

#### Olympische Winterspiele
- Sarajevo 1984: 80. 15 km klassisch, DSQ 30 km klassisch
- Calgary 1988: 82. 15 km klassisch, 87. 30 km klassisch
- Salt Lake City 2002: 67. Sprint
- Turn 2006: 95. 15 km klassisch